# Kościół św. Walentego w Gdańsku
Kościół św. Walentego w Gdańsku – rzymskokatolicki kościół parafialny. Mieści się w gdańskiej dzielnicy Matarnia przy ulicy Jesiennej, w województwie pomorskim. Należy do dekanatu Gdańsk Oliwa w archidiecezji gdańskiej.

## Historia

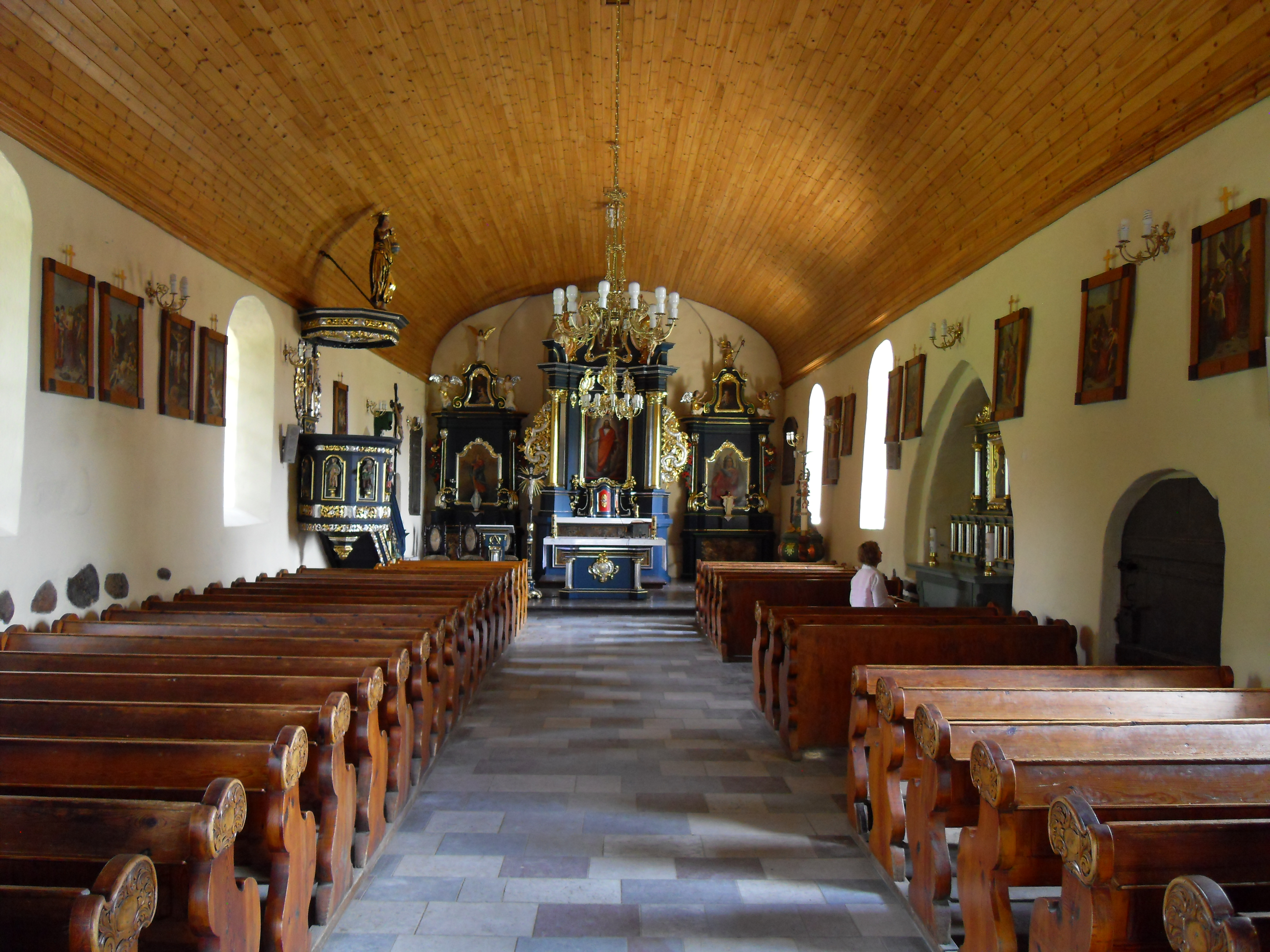
Wnętrze kościoła

Kościół został wzniesiony w XV wieku przez zakon cystersów, po zniszczeniu poprzedniego w czasie wojny trzynastoletniej. Następnie świątynia była kilkakrotnie odbudowywana, a dowodem tego jest kamienna dolna część murów i ceglana górna część. Po kasacie zakonu cystersów, w 1831 roku, kościół parafialny objęli księża diecezji chełmińskiej. W połowie XIX wieku świątynia została wyremontowana. Zapewne wtedy zostało wmurowanych w zewnętrzną ścianę kościoła sześć gotyckich kafli. Kafle zostały później przeniesione do wnętrza świątyni i wkomponowane w nowy ołtarz Matki Bożej Nieustającej Pomocy, wykonany w stylu nawiązującym do baroku. Znajduje się on we wnęce prawej ściany budowli. Kościół przetrwał szczęśliwie II wojnę światową. Zachowało się także zabytkowe wyposażenie budowli.
Trzy ołtarze, wykonane w XVIII wieku, znajdują się w prezbiterium. Wezwania ołtarzy bocznych to Matki Bożej Brzemiennej i św. Michała Archanioła. W ołtarzu głównym znajdują się barokowe obrazy św. Materna i św. Walentego. Wizerunki świętych są umieszczone także na barokowej ambonie. Są to figury apostołów. Organy o 12 głosach i ponad 700 piszczałkach zostały wykonane około 1850 roku. Na balustradzie chóru konserwator Jadwiga Wilga-Steyer odkryła malowidła w stylu barokowym przedstawiające świętych.